# Cadillac V-12
Cadillac V-12 — эксклюзивный автомобиль класса люкс с двигателем V12, выпускавшийся с 1930 по 1937 год подразделением Cadillac компании General Motors. В течение семи модельных лет было выпущено в общей сложности 10 903 автомобиля, при этом многие из них были выпущены в 1930 году. Это был первый и пока единственный серийный автомобиль Cadillac с двигателем V12.

## Происхождение
В середине—конце 1920-х годов производители люксовых автомобилей начали работу над созданием экстравагантных двигателей V-образной конфигурации, обладающих большим количеством цилиндров, обеспечивающих большую мощность и плавность хода по сравнению с передовыми рядными восьмицилиндровыми и V-образными восьмицилиндровыми двигателями. Не желая отставать, Cadillac приступил к разработке самого мощного двигателя среди всех конкурентов — V16, а также производного от него двигателя V12, способного поставить компанию на один уровень с немногими производителями, выпускающими такие двигатели. Генеральный директор Cadillac Ларри Фишер передал прессе информацию о двигателе V-12, надеясь сохранить секретность относительно V16.
Оуэн Накер, разработавший 45-градусный двигатель Cadillac V16 с верхними клапанами, также создал и производный от него двигатель V12. Ход поршня по-прежнему составлял 4 дюйма, однако диаметр цилиндра был увеличен с 3 дюймов до 3,125 дюйма. Угол развала цилиндров в 45 градусов был менее оптимальным, чем конструкция с углом в 60 градусов. По мощности двигатель V12 уступал двигателю V16: если последний выдавал мощность 175 л. с., то первый выдавал мощность 135 л. с. Оба двигателя первого поколения имели верхнеклапанный механизм (OHV).

## Series 370 (1931—1935)
Cadillac Model 370A был представлен в октябре 1930 года. Родстер с двигателем V12 использовался в гонке «500 миль Индианаполиса» в качестве пейс-кара. У Cadillac V-12 колёсная база была короче, чем у Cadillac V-16: если у последнего колёсная база составляла 3759 мм, то у первого колёсная база составляла 3556 мм или 3632 мм, однако выбор кузова остался аналогичным — полузаказные варианты от Fisher и Fleetwood. Cadillac V-16 трудно отличался от Cadillac V-12: у последнего на перемычке фар расположено число «12», капот укорочен на 102 мм, а фары и клаксоны меньше, чем у V-16. Стоимость V-12 была дешевле примерно на 2000 долларов каждой модификации кузова, начиная с базовой цены в 3795 долларов. Хотя Cadillac V-12 уступал по роскошности Cadillac V-16, он всё равно вошёл в избранную группу автомобилей 1930-х годов с многоцилиндровыми двигателями, выпускавшимися компаниями Auburn, Franklin, Hispano-Suiza, Horch, Lagonda, Maybach, Packard, Pierce-Arrow, Rolls-Royce, Tatra, Voisin, Walter, Marmon и Lincoln. Более того, благодаря своей низкой цене, Cadillac V-12 сразу превзошёл по продажам Cadillac V-16: в течение 1931 модельного года было продано 5733 единицы V-12 и 363 единицы V-16.
Cadillac Series 370B, дебютировавший в 1932 году, имеет улучшенный относительно Series 370A экстерьер благодаря расширенному сверху радиаторному кожуху, широким выступающим крыльям и закруглённым подножкам. Механические изменения: усиленная рама и самоочищающийся масляный фильтр Cuno, установленный справа от картера сцепления. Вместо стандартных карбюраторов Cadillac/Johnson использовались сдвоенные карбюраторы Detroit Lubricator. В значительной степени вследствие углубления Великой депрессии продажи резко снизились до 1740 единиц.
Cadillac Series 370C, дебютировавший в 1933 году, имеет радиаторную решётку V-образной формы, плавно переходящую в окрашенный корпус радиатора, скрытую под капотом крышку радиатора и юбки на передних и задних крыльях для придания автомобилю более обтекаемого облика. Стандартная особенность — индивидуально регулируемые дефлекторы Fisher No-Draft. Продажи снизились до 953 автомобилей.
В 1934 году дебютировал Cadillac Series 370D. Радиаторная решётка наклонялась назад с центральной планкой и пятью горизонтальными секциями, лобовое стекло наклонялось назад ещё больше, фары были заключены в новые каплевидные корпуса, установленные на аэродинамических кронштейнах, клаксоны были размещены под крышкой радиатора внутри моторного отсека, запасное колесо на многих моделях находилось под новым палубным багажником типа «бобровый хвост», а высота была уменьшена примерно на 51 мм. Значительные механические усовершенствования включали в себя конструкцию двойного Х-образного рамного шасси, переднюю подвеску с винтовой пружиной «Knee-Action», которая значительно снижала неподрессоренную массу, и рулевое управление Hotchkiss. В 1935 году была добавлена крыша Fisher Turret Top, а мощность двигателя была увеличена до 150 л. с. За 1934—1935 годы суммарные продажи составили всего 1098 единиц.

## Series 80/85 (1936—1937)
В 1936 году Cadillac V-12 был переименован в Series 80/85. Cadillac Series 80 имел колёсную базу 131 дюйм, а Cadillac Series 85 — 138 дюймов. Все автомобили комплектовались кузовом Fleetwood и крышей Turret Top. В 1936 году было продано всего 901 экземпляр Cadillac Series 80/85.
В 1937 году Cadillac Series 80 был снят с производства, а Cadillac Series 85 продолжал выпускаться до конца того же года. Единственные значимые технические изменения — внедрение масляного воздушного фильтра и крышки радиатора с давлением. Всего было продано 478 единиц.

## Дальнейшие разработки
В конце 1960-х годов, в рамках программы General Motors V-Future, компания Cadillac запланировала производство двигателя V-12 с верхним расположением распредвала. Эта программа привела к созданию макета купе Eldorado с двигателем V-12 из стекловолокна, который оставался скрытым от общественности до появления в 1984 году статьи в журнале Special Interest Autos.
Сообщения о новых разработках двигателей V-12 вновь появились в конце 1980-х годов. В 1989 году Cadillac продемонстрировал полностью рабочий концепт-кар Solitaire, оснащённый 48-клапанным двигателем V12 объёмом 6,6 л с двумя верхними распредвалами (DOHC) и многоточечным впрыском топлива.
Двигатель V12 на базе V-образного восьмицилиндрового двигателя Northstar был представлен в 2001 году в концептуальном автомобиле Cien и испытан инженерами Cadillac в качестве силового агрегата для Cadillac Escalade с немного улучшенными характеристиками. Согласно отчёту, опубликованному в 2007 году в журнале AutoWeek, утверждалось, что V-12 на стадии проектирования должен был базироваться на V-образном шестицилиндровом двигателе High Feature.
В концепт-каре Cadillac Sixteen применялся полностью алюминиевый двигатель V16 с толкателями, основанный на той же архитектуре, что и современные разработки малоблочных двигателей V8 корпорации General Motors. Планировалась серийная версия с двигателями V8 или V12 (опционально), однако она так и не была одобрена для производства и в итоге была отменена примерно в 2008 году.